# مورچه‌گیرک کوتوله
مورچه‌گیرک کوتوله (نام علمی: Myrmotherula brachyura) نام یک گونه از سرده مورچه‌گیرک‌ها است.